# Нежность (фильм, 2009)
«Нежность» (англ. Tenderness) — фильм, снятый в 2009 году в жанре детективного кино, режиссёром Джоном Полсоном. Главные роли исполнили Софи Трауб, Джон Фостер и Рассел Кроу. Экранизация одноимённого романа Роберта Кормьера. Фильм был холодно встречен критикой и не стал особо популярным.

## Сюжет
16-летняя Лори проживает вместе со своей матерью. Иногда в их доме на несколько дней остаётся бойфрэнд матери, который проявляет к девочке интерес сексуального характера. Лори влюблена в Эрика Коменко — 18-летнего парня, который, убив своих родителей, отбывает наказание в тюрьме для несовершеннолетних. Эрика в тюрьме наведывает лейтенант Кристофоро — полицейский-детектив, ныне в отставке, в своё время арестовавший его. Кристофоро убеждён в том, что Эрик — психопат, убивший двух девочек-подростов, и что он будет убивать ещё. Эрик после освобождения из тюрьмы живёт со своей тётушкой, в её доме. Его личность вызывает значительный интерес у представителей СМИ. Журналисты буквально дежурят возле дома Эрика. Вскоре к ним присоединяется Лори.
Эрик договаривается на выходных встретиться с Марией — девушкой, с которой познакомился, находясь в местах лишения свободы. Взяв машину тёти, он едет на встречу, назначенную в парке развлечений. Внезапно он обнаруживает Лори — всю дорогу она находилась на заднем сидении автомобиля, укрывшись одеялом. Эрик разрешает ей ехать с ним дальше. Лори говорит Эрику, что видела, как он целовал какую-то девушку — это было на реке, незадолго до того, как он убил своих родителей. Эрик понимает, что Лори видела его с девушкой, которую он задушил. Это преступление осталось нераскрытым.
Прибыв в парк развлечений, Эрик встречается с Марией. В действительности эта встреча спланирована лейтенантом Кристофоро. Согласно плану лейтенанта, Мария играла роль «подсадной утки»: Эрик, при попытке её убийства, должен быть взят с поличным, и отправлен в тюрьму. Однако Лори нарушила планы полиции — она устроила сцену ревности, помешав Эрику приступить к преступным действиям. Полиция отпускает Эрика, а Кристофоро рассказывает Лори, кем он является на самом деле.
Через некоторое время Эрик и Лори отправляются покататься на лодке. Лори, которая не умеет плавать, совершает акт самоубийства, бросившись в воду. Эрик пытается спасти девушку, но безуспешно.
Позже он, будучи арестованным, рассказывает лейтенанту Кристофоро о произошедшем. Лейтенант признаёт, что Эрик невиновен в смерти Лори. Тем не менее, он считает, что Эрик является опасным преступником и использует самоубийство Лори в качестве повода для его тюремного заключения.

## В ролях
| Актёр         | Роль                 |
| ------------- | -------------------- |
| Софи Трауб    | Лори                 |
| Джон Фостер   | Эрик                 |
| Рассел Кроу   | лейтенант Кристофоро |
| Алексис Дзена | Мария                |
| Лора Дерн     | Тереза, тётя Эрика   |